# Leopold Carl Bleibtreu
Leopold Carl Bleibtreu (* 22. Februar 1796 in Rotterdam; † 30. August 1865 in Stuttgart) war ein deutscher Professor, der Mathematik, Handelsfächer und später auch politische Arithmetik lehrte.

## Leben und Leistungen
Bleibtreu hat den Handel „praktisch kennen gelernt“ und ist am 15. Oktober 1825 von der badischen Regierung aus Frankfurt am Main als Lehrer der Mathematik und der Handelsfächer an die neu gegründete polytechnische Schule zu Karlsruhe berufen worden. Entscheidend für seine Berufung war wahrscheinlich seine folgende Veröffentlichung: Die arithmetischen Wunder: Sammlung merkwürdiger Zahlenergebnisse und unterhaltender Aufgaben. (Frankfurt 1824). Er lehrte zunächst die Anwendung der Mathematik auf die zum Gebiete des Handels gehörigen Gegenstände, später dann sämtlicher Handelsfächer („Nichts destoweniger war und blieb ich Mathematiker …“).
1829 wurde ihm der Titel „Professor“ verliehen und bei der Reorganisation des Polytechnikums wurde Bleibtreu 1832 „Vorstand der Handelsschule, Mitglied der engeren Schulkonferenz und Mitglied des Verwaltungsrats der polytechnischen Schule“. Bei Errichtung „eines besonderen Curses für Postbeamte“ wurde Bleibtreu 1844 ein weiterer Lehrgegenstand übertragen, nämlich die „politische Arithmetik“ (= Anwendung der Analysis auf die Staats- und Volkswirtschaften). Diese „Postschule“ ist zum Ende des Wintersemesters 1864/65 aufgehoben worden. Als dann durch ein neues Statut des Polytechnikums auch die „Handelsschule“ in Wegfall kommen sollte, sollte Bleibtreu am 15. Oktober 1865 zum 40. Dienstjubiläum pensioniert werden. Er verstarb jedoch bereits am 30. August 1865 in Stuttgart.
Obwohl Bleibtreu in 40 Berufsjahren durchschnittlich knapp zwanzig Schüler pro Jahr unterrichtet hat (bei allerdings erheblichen Frequenzunterschieden im Zeitablauf) sind bisher keine Texte bekannt geworden, in denen er sich zu Ziel, Inhalt und Methode des kaufmännischen Unterrichts äußert. Auf die Inhalte seines Unterrichts dürften allerdings die hinterlassenen Lehrbücher Rückschlüsse zulassen, wobei jedoch zu bedenken wäre, dass die Lehrbücher häufig „inhaltsreicher“ als der ihnen vorausgegangene Unterricht sind.
In den Veröffentlichungen zur Geschichte der „alten“ Betriebswirtschaftslehre hat ihm Klein-Blenkers 2009 im Anhang zum Reprint der Emminghausschen „Allgemeinen Gewerkslehre“ (S. 497–500) ein Kapitel gewidmet. Mit seiner 1837 erschienenen Wirtschaftslehre für Fabrikanten und Handwerker war er mit Arwed Emminghaus (1831–1916) in Stuttgart, dem Elsässer Jean-Jacques Bourcart (1835–1912) in Zürich und Max Haushofer (1840–1907) in München Wegbereiter der heutigen Industriebetriebslehre.

## Veröffentlichungen
- Lehrbuch der Handelswissenschaft. Zum Gebrauch bei Vorlesungen und zum Selbststudium. Groos, Karlsruhe 1830, (Digitalisat).
- Zweck und Einrichtung der Lebensversicherungsanstalten. Groos, Karlsruhe 1832, (Digitalisat).
- Handbuch der Contor-Wissenschaft. Groos, Karlsruhe 1835, (Digitalisat; 2. Abdruck. ebenda 1838, Digitalisat).
- Erster Unterricht in der Chemie. Nach dem Französischen des Bergery frei bearbeitet. Braun, Karlsruhe 1840, (Digitalisat).
- Politische Arithmetik. Anleitung zur Kenntniß und Uebung aller im Staatswesen vorkommenden Berechnungen. Ein Handbuch für Staatsbeamte und Geschäftsmänner. Winter, Heidelberg 1845, (Digitalisat; 2., verbesserte Auflage. ebenda 1853, Digitalisat).
- Mercantilpraxis. Anleitung zur kaufmännischen Geschäftsführung. Zum Gebrauche bei Vorlesungen und zum Selbststudium. Groos, Karlsruhe 1847, (Digitalisat).
- Die Lehre von den Wechseln mit Hinweisung auf bestehende Gesetze. Enke, Erlangen 1860, (Digitalisat).
- Handbuch der Münz- Maaß- und Gewichtskunde, und des Wechsel- Staatspapier- Bank- und Actienwesens europäischer und außereuropäischer Länder und Städte. Engelhorn, Stuttgart 1861, (Digitalisat).